# Marc Bernardin
Marc Bernardin (né le 29 novembre 1971) est un journaliste, conférencier, auteur de bandes dessinées et de télévision et podcasteur américain. Il a été responsable pour la section cinéma du Los Angeles Times et rédacteur en chef pour The Hollywood Reporter et Entertainment Weekly. Il a écrit pour GQ, Wired, Details, Vulture, Playboy et Empire. Il a été contributeur pour Castle Rock, Treadstone et Carnival Row, et est producteur superviseur de Star Trek: Picard.

## Carrière
Bernardin a été stagiaire sur Star Trek: Deep Space Nine.
Il a été scénariste pour la série Alphas chez Syfy, pour la série Castle Rock de Hulu, basée sur les histoires de Stephen King, pour la série Treadstone de USA Network, basée sur la franchise Jason Bourne, et pour la série fantasy d'Amazon Prime, Carnival Row.
Il a écrit des bandes dessinées pour Marvel, DC Comics, Image Comics, et plusieurs éditeurs de bandes dessinées indépendants. Il est le co-créateur de la série de bandes dessinées DC The Highwaymen. Il co-anime le podcast Fatman Beyond avec le cinéaste Kevin Smith, et un deuxième podcast nommé The Battlestar Galacticast avec Tricia Helfer. En 2018, Bernardin remporte un Inkpot Award, un honneur décerné chaque année depuis 1974 par le Comic-Con International.
En 2019, Bernardin rejoint d'autres rédacteurs de la WGA pour licencier leurs agents dans le cadre de la position de la WGA contre l'ATA et la pratique du "packaging".
Le 18 août 2019, il est annoncé que Bernardin sera le scénariste de Les Maîtres de l'univers : Révélation sur Netflix. Puis, le 21 février 2020, on apprend que Bernardin fait partie de l'équipe de rédaction de la série animée La Légende de Vox Machina, pour Amazon Prime Video.

## Œuvre
- Monster Attack Network #1 (2007)
- The Highwaymen #1-5 (2007)
- Infinite Halloween Special #1 (2007)
- Pilot Season: Genius #1 (2008)
- Push #1-6 (2008-2009)
- Wolverine: One Night Only #1 (2009)
- Dark X-Men: The Beginning #2 (2009)
- The Authority #17-21 (2009-2010)
- Grunts (2010)
- Hero Complex (2010)
- Women of Marvel #1 (2010)
- X-Men Origins: Nightcrawler #1 (2010)
- Jake The Dreaming #1 (2011)
- Spider-Man: A Meal To Die For #1 (2011)
- Cartoon Network Action Pack #58 (2011)
- JLA 80-Page Giant 2011 #1 (2011)
- DC Comics Presents: Lobo #1 (2011)
- Static Shock #7-8 (2012)
- Nightwatchman (2012)
- Airwolf Airstrikes #6 (2015)
- Rampage Adventures #7 (2015)
- Genius #1-5 (2015)
- Love Is Love #1 (2016)
- Genius: Cartel #1-5 (2017)
- King In Black: Planet Of The Symbiotes #2 (2021)
- Heroes Reborn: Peter Parker, The Amazing Shutterbug (2021)
- Adora and the Distance (2021), inspiré par l'autisme de sa fille[12].
- Census #1-5 (2022)[13]
- Messenger: The Legend of Muhammad Ali (2023)

### Traductions françaises
- Genius, Delcourt Comics (6 septembre 2016)[14]

## Filmographie
Sauf indication contraire, les informations mentionnées dans cette section peuvent être confirmées par la base de données cinématographiques IMDb,  présente dans la section « Liens externes ».

### Acteur
- 2013 : Jay and Silent Bob's Super Groovy Cartoon Movie de Steve Stark : le maire d'Asbury Park (voix)
- 2019 : Jay et Bob contre-attaquent… encore (Jay and Silent Bob Reboot) de Kevin Smith : Sleepy Blunt-Fan
- 2022 : Clerks 3 de Kevin Smith : Lando

### Autres
- 2011 : Alphas (série TV) - 1 épisode (scénariste)
- 2018 : Castle Rock (série TV) - 1 épisode (scénariste)
- 2019 : Treadstone (série TV) - 9 épisodes (coproducteur)
- 2021 : Les Maîtres de l'univers : Révélation (Masters of the Universe: Revelation) (série TV) - 1 épisode (scénariste)
- 2022 : Star Trek: Picard (série TV) - 10 épisodes (producteur superviseur)
- 2022 : La Légende de Vox Machina (The Legend of Vox Machina) (série TV) - 1 épisode (scénariste)